# 毛阿如
毛阿如（Mao Ayuth，1944年—2021年4月15日），柬埔寨政治家、電影製片人。
毛阿如於1944年出生於柬埔寨磅湛省的斯雷桑托縣。他欽佩維克多·雨果和拉封丹，夢想自己成為像辛·西薩木一樣的超級明星。1963年至1965年，他參加了由柬埔寨信息部舉辦、Ieu Pannakar主持的劇本寫作計劃。1964年，西哈努克成立柬埔寨第一家國營電臺——柬埔寨王國電視臺（TVRK）。毛阿如於同年擔任該電臺的製作助理，後來成為節目總監，負責電台每天晚上6點至晚上8點之間播出的兩個小時的節目編排。1975年，紅色高棉掌權後，毛阿如謊稱自己是婚禮攝影師，隨後以農民、漁民和工人的身份倖存下來。1979年紅色高棉政權垮臺後，他重返公職人員隊伍，與自己從前的老師Ieu Pannakar一起創立電影局，成為柬埔寨新聞部電影局的副局長。他於1992年開始效力於聯柬權力機構（UNTAC），成為柬埔寨國家電視臺（TVK）的臺長，後來被任命為柬埔寨信息部的國務秘書。
毛阿如的代表作有《鱷魚》（Ne Sat Kror Per，2005年）、《Luong Preah Sdach Kan》（2016年）。2021年1月5日，柬埔寨首相洪森批准拍攝由洪森自傳改編的電視劇《圆月下的儿子》，成立14人組成的製作委員會，由毛阿如引領。
2021年4月5日，毛阿如因感染2019冠狀病毒病，入住金邊的柬蘇友好醫院治療。4月16日不治去世，享年77歲。